# Фернандо Гаго
Ферна̀ндо Рубѐн Га̀го (на испански: Fernando Rubén Gago) е бивш аржентински футболист, полузащитник и настоящ треньор. Роден е на 10 април 1986 г. в Сиудадела, Аржентина.